# 탈라소드로메우스
탈라소드로메우스(Thalassodromeus)는 중생대 백악기 전기(약 1억 2,500만년 전 ~ 1억년 전), 오늘날의 브라질 북동부 지역에 살았던 익룡이다. 날개를 폈을 때의 총 길이는 약 4.5m 정도 되고, 체중은 15kg정도였을 것으로 추정된다. 머리에는 매우 큰 볏이 있고, 끝이 날카롭고 뾰족한 주둥이를 가졌다. 학명은 '바다를 달리는 자'라는 의미를 갖고 있다.